# Diplomacia cidadã
Diplomacia cidadã (citizen diplomacy, equivalente à diplomacia pública ou diplomacia de segunda via) é um conceito usado para descrever ações de cidadãos comuns que agem como representantes de um país seja inadvertidamente ou intencionalmente. 
O termo "diplomacia cidadã" foi cunhado em 1949 por James Marshall, então representante do governo dos EUA junto à UNESCO, no artigo “International Affairs: Citizen Diplomacy”. Ele argumentava que “Se, como geralmente acreditamos, são os homens, e não os estados, os fundamentos finais da boa vontade, então todos os meios possíveis devem ser  explorados para capacitar os homens a planejar e participar na demonstração de boa vontade nacional. Continuaremos a exigir as habilidades de pessoas como [os embaixadores] Talleyrand  e Franklin. Mas para serem eficazes na manutenção da paz, eles devem agora anunciar o que pensam os diplomatas cidadãos, as grandes multidões, ao invés de falar em nome  de dinastias, partidos políticos ou grupos governantes”.
A diplomacia cidadã é um tipo de soft power que pode complementar a diplomacia oficial ou subvertê-la. Alguns países proíbem os esforços de cidadãos nesse sentido quando estes vão contra a política externa oficial.
A diplomacia cidadã não precisa ser uma negociação direta entre duas partes, podendo assumir a forma de intercâmbios científicos, intercâmbios culturais e eventos esportivos internacionais. Segundo essa perspectiva, o indivíduo tem o direito, até mesmo a responsabilidade, de ajudar a moldar as relações exteriores. Diplomatas cidadãos podem ser estudantes, professores, atletas, artistas, empresários ou ativistas humanitários. Eles são motivados pela responsabilidade de se envolver com o resto do mundo em um diálogo significativo e mutuamente benéfico. 
Em 2014, enquanto a Organização das Nações Unidas (ONU) preparava o lançamento dos Objetivos do Desenvolvimento Sustentável (ODS), passou também a utilizar o o conceito de Diplomacia Cidadã.
No Brasil, a promoção da diplomacia cidadã é feita em diferentes âmbitos. No poder Judiciário, a Ordem dos Advogados do Brasil (OAB) instituiu a Comissão Especial Brasil/ONU de Integração Jurídica e Diplomacia Cidadã (CEBRAONU), que busca a implementação dos Objetivos de Desenvolvimento Sustentável da Agenda 2030 no país.
Já no poder Legislativo, foi criado o Grupo Parlamentar Brasil/ONU (GPONU), por intermédio da Resolução do Senado Federal nº 36, de 2014. Seu objetivo é atuar no âmbito da Diplomacia Parlamentar, para incentivar e desenvolver relações com a Organização das Nações Unidas, em todas as suas instâncias e agências; tendo como objetivo, ainda, integrar os Poderes, a iniciativa privada e a sociedade civil organizada, com o fomento, inclusive, da Diplomacia Cidadã no Brasil e no mundo - conceito inaugurado pela ONU, em sinergia com as novas tendências globais de eficiência e eficácia, na promoção bilateral e multilateral, em suas mais diversas vertentes.
1. ↑  Marshall, James (fevereiro de 1949). «Citizen Diplomacy». American Political Science Review (1): 83–90. ISSN 0003-0554. doi:10.2307/1950316. Consultado em 12 de janeiro de 2021
2. ↑  «You Are a Citizen Diplomat». web.archive.org. 1 de agosto de 2018. Consultado em 12 de janeiro de 2021
3. ↑  «ONU pede uma diplomacia cidadã global para promover Objetivos do Desenvolvimento Sustentável | As Nações Unidas no Brasil». brasil.un.org. Consultado em 12 de janeiro de 2021
4. ↑  «OAB comemora 90 anos e cria Comissão para alcançar os objetivos da Agenda 2030 da ONU». Metrópoles. 20 de novembro de 2020. Consultado em 12 de março de 2021
5. ↑  «Grupo Parlamentar Brasil - ONU - Órgãos do Parlamento - Senado Federal». www25.senado.leg.br. Consultado em 12 de março de 2021